# Хольм, Филип
Филип Хольм (швед. Philip Holm; род. 8 декабря 1991, Стокгольм) — шведский хоккеист, защитник клуба «Эребру».

## Карьера
Начинал карьеру в шведских клубах «Нака», «Юргорден» и «Векшё Лейкерс». После выступления на ЧМ-2017 подписал контракт с «Ванкувером», за который сыграл только 1 матч в НХЛ; играл в АХЛ за «Ютику» и «Чикаго Вулвс».
Летом 2018 года перешёл в «Торпедо». В сезоне-2018/19 регулярного чемпионата КХЛ Хольм провел 61 матч и набрал 26 (7+19) баллов при показателе полезности «-13». В семи матчах Кубка Гагарина хоккеист набрал 5 (1+4) очков.
Летом 2019 года вернулся в США в клуб «Рокфорд Айсхогс», а зимой 2020 года стал выступать за «Лозанну».

## Международная
В составе национальной сборной Швеции Хольм стал чемпионом мира в 2017 году.